# مارتن بال
مارتن بال (بالإنجليزية: Martin Ball)‏ هو ممثل بريطاني، ولد في 10 أكتوبر 1964 في المملكة المتحدة.

## وصلات خارجية
- مارتن بال على موقع IMDb (الإنجليزية)
- مارتن بال على موقع ألو سيني (الفرنسية)
- مارتن بال على موقع أول موفي (الإنجليزية)
- مارتن بال على موقع قاعدة بيانات الأفلام السويدية (السويدية)
- مارتن بال على موقع ديسكوغز (الإنجليزية)
- مارتن بال على موقع قاعدة بيانات الفيلم (الإنجليزية)
- مارتن بال على موقع كينوبويسك (الروسية)